# Прудище (Вяземский район)
Прудище — деревня в Вяземском районе Смоленской области России. Входит в состав Семлёвского сельского поселения. Население — 2 жителя (2007 год). 
Расположена в восточной части области в 38 км к юго-западу от Вязьмы, в 10 км севернее автодороги Р134 «Старая Смоленская дорога» Смоленск — Дорогобуж — Вязьма — Зубцов, на берегу реки Костря. В 16 км севернее деревни расположена железнодорожная станция Алфёрово на линии Москва — Минск. 

## История
В годы Великой Отечественной войны деревня была оккупирована гитлеровскими войсками в октябре 1941 года, освобождена в марте 1943 года.